# Kaiyuan-Tempel (Quanzhou)

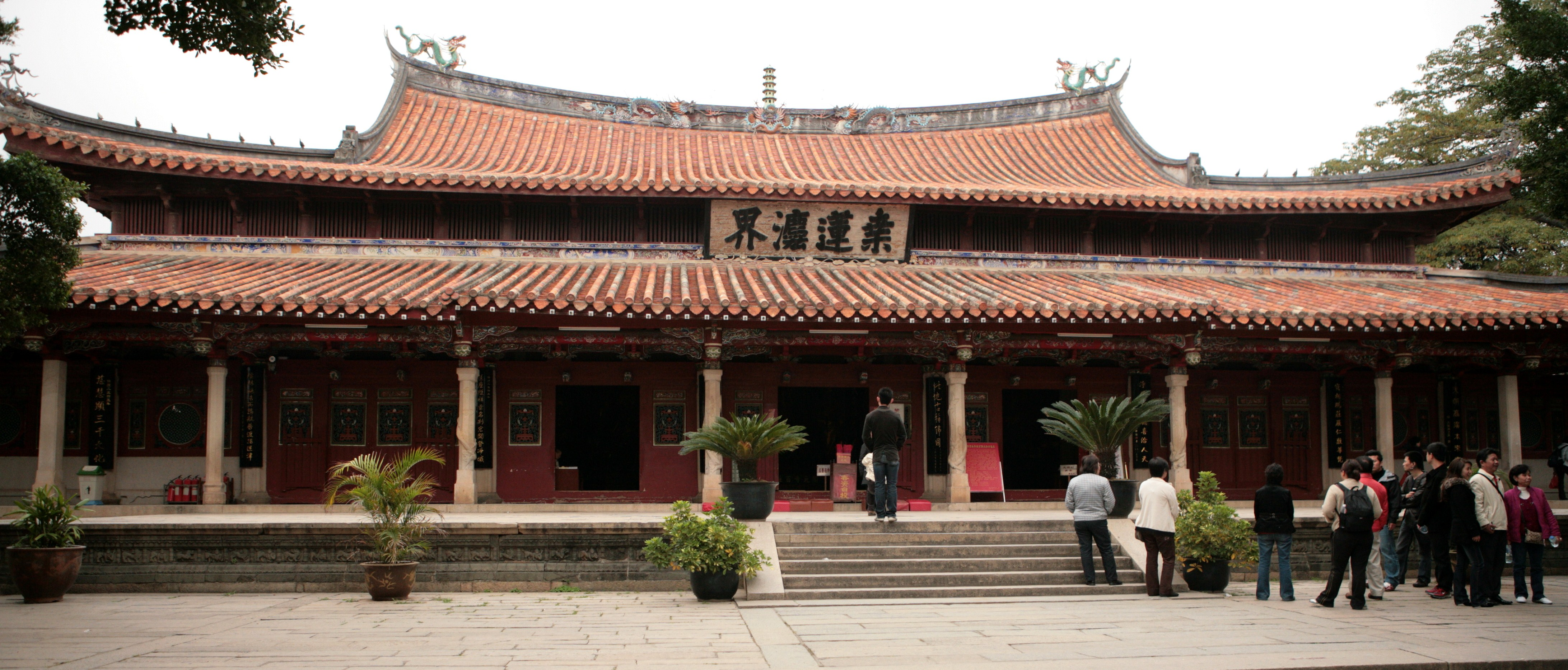
Mahavira-Halle des Kaiyuan-Tempels von Quanzhou

Der Kaiyuan-Tempel (chinesisch 開元寺 / 开元寺, Pinyin Kāiyuán Sì, englisch Kaiyuan Temple/Kaiyuan Monastery) in der chinesischen Stadt Quanzhou, Provinz Fujian, aus dem Jahr 686 der Zeit der Tang-Dynastie hieß ursprünglich Lianhua-Tempel (Lianhua si), in der Kaiyuan-Regierungsperiode der Tang-Zeit erhielt er seinen jetzigen Namen. Die Wände seiner in der Zeit der Südlichen Song-Dynastie errichteten achteckigen und fünfgeschossigen steinernen Zwillings-Pagoden (shuangta) sind mit Reliefdekorationen verziert, deren Motive indischen Legenden entlehnt wurden. Die West-Pagode ist 44 m hoch, die Ost-Pagode 48 m.
Zu seinen Hauptgebäuden zählen die Große Halle (Daxiong baodian), der Amrita-Altar (Ganlujietan) und die beiden Pagoden (die Zhenguo-Pagode im Osten und die Renshou-Pagode im Westen).
Der Tempel steht seit 1982 auf der Liste der Denkmäler der Volksrepublik China (2-20).